# Scholtzia eatoniana
Scholtzia eatoniana là một loài thực vật có hoa trong Họ Đào kim nương. Loài này được (Ewart & Jean White) C.A.Gardner miêu tả khoa học đầu tiên năm 1931.